# Terebessy Éva
Terebessy Éva Mária (Beregszász, 1945. május 17. –) opera-énekesnő (koloratúrszoprán). Zentai Márk táncdalénekes édesanyja.

## Élete
Édesapja kántortanító dinasztia tagja, édesanyja pedagógus volt. Kisgyermekkorát Izsákon töltötte, első zenei ismereteit szüleitől szerezte. 1956-ban a Terebessy család Kecskemétre költözött, így bekerülhetett az országban elsőként megalakult ének–zenei általános iskolába. Szülei ellenezték a színi pályát, ezért Budapesten bölcsészdiplomát szerzett, de az egyetemmel párhuzamosan, 1966 és 1971 között Sík Olga tanítványaként elvégezte a Bartók Béla Zeneművészeti Szakközépiskola ének szakát. Később tanult Hoór Tempis Erzsébetnél, Szőnyi Ferencnél, Geszty Szilviánál, Rózsa Veránál és olasz mestereknél.

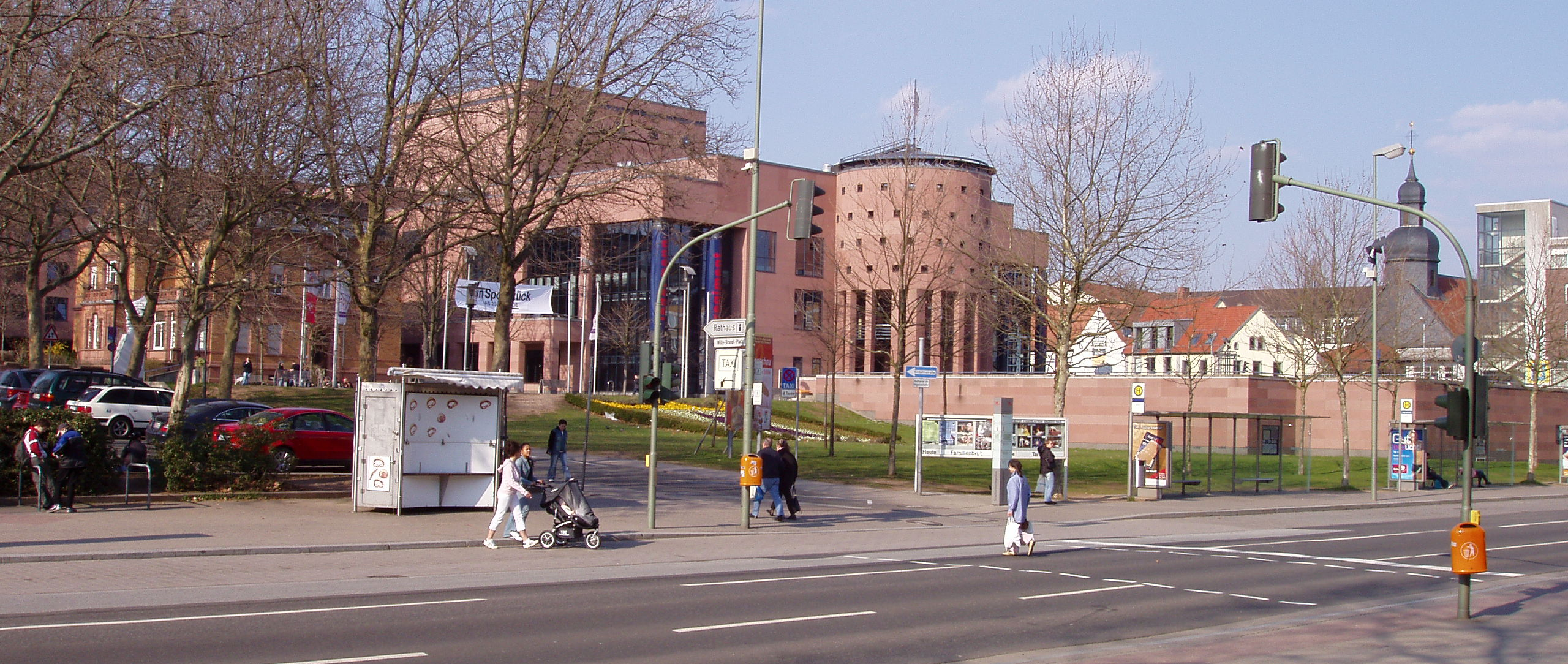
A Pfalztheater Kaiserslauternben

Pályáját a bajorországi Hof színházának kórusában kezdte. 1972-től, második évadjától már a trieri Városi Színház szólistája volt, 1975-től 1978-ig a salzburgi Tartományi Színház tagja. Ezt követően hazatért. 1979-ben a női főszerepet énekelte Ránki György A holdbéli csónakos c. operájának győri ősbemutatóján. 1980 és 1987 között a Szegedi Nemzeti Színház operatagozatának volt tagja. 1988-tól 2004-es hivatalos visszavonulásáig a kaiserslauterni Pfalztheater énekese volt. Pályája során sokszor vendégszerepelt a Magyar Állami Operaházban.
Ma önálló esttel, olykor fiával együtt lép fel, de templomi kórusban is énekel, Németországba is visszajár szerepelni.
A koloratúrrepertoár mellett szinte a teljes szoprán szerepkört birtokba vette. Az őt foglalkoztató színházakban sok operettfeladatot is kapott, amit segített tudatosan fejlesztett tánctudása.

## Szerepei
- Berté: Három a kislány – Médi
- Georges Bizet: Carmen – Micaela
- Paul Burkhard: Tűzijáték – Iduna
- Gaetano Donizetti: Boleyn Anna – címszerep
- Donizetti: Don Pasquale – Norina
- Engelbert Humperdinck: Jancsi és Juliska – Juliska
- Huszka Jenő: Mária főhadnagy – Farkasházy Antónia
- Kálmán Imre: A csárdáskirálynő – Vereczky Sylvia
- Kovách Andor: Medea – címszerep
- Ruggero Leoncavallo: Bajazzók – Nedda
- Pietro Mascagni: Parasztbecsület – Lola
- Millöcker: A koldusdiák – Bronislawa; Laura
- Mozart: Szöktetés a szerájból – Konstanza; Blondchen
- Mozart: A varázsfuvola – Az Éj királynője
- Jacques Offenbach: Hoffmann meséi – Olympia
- Giacomo Puccini: Bohémélet – Mimi; Musette
- Puccini: A Nyugat lánya – Minnie
- Puccini: Gianni Schicchi – Lauretta
- Ránki György: A holdbéli csónakos – Pávaszem
- Ifj. Johann Strauss.: A cigánybáró – Arzéna
- Ifj. Johann Strauss: A denevér – Adél
- Ifj. Johann Strauss–Adolf Müller Jr.: Bécsi vér – Demoiselle Franziska Cagliari
- Richard Strauss: Ariadné Naxos szigetén – Zerbinetta
- Georg Philipp Telemann: A türelmes Szókratész – Rodizetta
- Giuseppe Verdi: Jeanne d'Arc – címszerep
- Verdi: Rigoletto – Gilda
- Verdi: La Traviata – Violetta Valéry
- Verdi: Álarcosbál – Oscar
- Zeller: A madarász – Postás Milka

## Díjai, elismerései
- 1979 – Trevisói énekverseny, IV. díj
- 1980 – A Magyar Rádió nívódija